# Cristián Labbé Galilea
Cristian Labbé Galilea (Santiago, 14 de octubre de 1948) es un coronel en retiro y político chileno, exmilitante de la Unión Demócrata Independiente. Fue agente de la Dirección de Inteligencia Nacional (DINA) y encargado de seguridad durante la dictadura militar de Augusto Pinochet. Entre 1989 y 1990 fue, además, ministro secretario general de Gobierno. Tras el retorno a la democracia, fue alcalde de la comuna de Providencia por dieciséis años, entre 1996 y 2012.
Labbé es responsable de diversos casos de tortura y violaciones de los derechos humanos cometidos durante la dictadura militar. Estos casos comenzaron a investigarse en 2003, siendo detenido desde 2014 en diversas ocasiones por distintas causas relacionadas. En 2019 fue condenado a tres años de cárcel efectiva, pena que tras una apelación de la defensa fue confirmada por la Corte de Apelaciones de Temuco en 2020. Si bien la sentencia fue confirmada por la Corte Suprema en 2023, la pena fue sustituida por la de remisión condicional.

## Biografía
Su padre fue el coronel Alberto Labbé Troncoso, pasado a retiro en 1972 por rehusar rendir honores a Fidel Castro en la Escuela Militar; fue además alcalde de Las Condes entre 1979 y 1980. Su hermano Alberto es embajador de Chile en Panamá.
Está casado con Bárbara Coombs y tiene cinco hijos, entre los que destacan José, exconcejal de la comuna de Ñuñoa (2008-2012) y candidato a diputado por el distrito 21 en 2013; Cristián, consejero regional por la circunscripción Santiago IV en 2017 y diputado en 2021; e Isabel, candidata a diputada por el distrito 14 en 2017.
Labbé es profesor universitario, máster en teoría y filosofía políticas (MA) de la Universidad Católica de América, y diplomado en marketing avanzado, gestión de servicios y formación gerencial en la Universidad Adolfo Ibáñez.

## Carrera militar

### Instrucción
Ingresó a la Escuela Militar en 1963 y egresó como oficial de Caballería en 1967 con distinción, recibiendo premios del Ejército de los Estados Unidos y del Ejército de Italia, entre otros. Realizó varios cursos de especialización: Paracaidista, Jefe de Saltos y Comandos. Fue el primer oficial chileno enviado a Brasil a realizar el curso de educación física en la Escola de Educação Física do Exército (ESEFEX).
Fue boina negra e instructor de comandos.

### Golpe de Estado en Chile de 1973
Apenas 11 días después del golpe de Estado, el 29 de septiembre de 1973, el entonces teniente Labbé es destinado en comisión de servicio «y hasta nueva orden» a la Escuela de Paracaidistas y Fuerzas Especiales del Ejército. En su hoja de vida se puede leer que pasa en comisión a partir del 22 de septiembre. El equipo de paracaidistas y Fuerzas Especiales fue clave en un operativo perpetrado durante septiembre y octubre de 1973 en Liquiñe, en el sur de Chile, donde era conocido como «la otra caravana de la muerte».
El 12 de septiembre de 1973, varios campesinos liderados por miembros del Movimiento de Izquierda Revolucionaria entre los que descollaba José Liendo Vera asaltaron el retén policial de Neltume, exigiendo la entrega de armas por parte de los efectivos policiales allá acantonados. Al negarse estos se produjo un enfrentamiento a tiros entre ambas facciones, sin heridos, por ambas partes. Al ser informado de esto el dictador Augusto Pinochet, dispuso una operación antiguerrillera llamada Operación Leopardo, para lo cual envió a 350 comandos y paracaidistas del Ejército, con apoyo aéreo de helicópteros Puma artillados basados en Valdivia. Los comandos operaron con listas proporcionadas por empresarios de la zona y marcaban a los campesinos de tendencia izquierdista. Al menos dos masacres fueron cometidas. Todos los antecedentes de esta operación fueron relatados en el juicio que sigue la justicia chilena por crímenes de lesa humanidad. Los excesos cometidos por la facción militar causaron alarma en la zona y generaron un proceso judicial que sigue en la actualidad.
Algunos otros oficiales que participaron en la Operación Leopardo fueron Carlos Parera Silva, Emilio Timmermann Undurraga, Arturo Bosch González, Manuel Pérez Santillán (agente DINA) y Sergio Candia Muñoz.

### Dictadura militar
Mientras fue teniente y capitán prestó servicio como encargado de seguridad de Augusto Pinochet, luego de lo cual se incorporó a la DINA, organismo de inteligencia que funcionó al inicio del dictadura militar, entre 1973 y 1977.
Efectuó estudios superiores en la Academia de Guerra del Ejército, donde figura en el cuadro de honor por haber obtenido el tercer puesto. Obtiene en la misma Academia los títulos de profesor de Estrategia y Geopolítica.
Después de 1980 se incorporó al Estado Mayor Presidencial (actual Ministerio Secretaría General de la Presidencia), y fue enviado a Estados Unidos donde obtiene un máster en ciencias políticas con mención en teoría y filosofía políticas.
En agosto de 1985 integró un grupo especial constituido para analizar «la situación que generó en el Gobierno a raíz de la renuncia del general director de Carabineros de Chile y miembro de la Honorable Junta de Gobierno». El general en cuestión era César Mendoza, quien tuvo que dejar el cargo como consecuencia del Caso Degollados, en que fueron asesinados por agentes de la Dirección de Comunicaciones de Carabineros (DICOMCAR) José Manuel Parada, Manuel Guerrero y Santiago Nattino.
Se retiró voluntariamente del Ejército a mediados de 1990 con el grado de coronel.

## Carrera política

### Ministro y asesor de Pinochet
A fines de la década de 1980 se integró al partido de derecha Unión Demócrata Independiente, colectividad de la que fue militante hasta el 22 de abril de 2016.
Entre agosto de 1989 y marzo de 1990 fue ministro secretario general de Gobierno, el último de la dictadura militar encabezado por Augusto Pinochet. En los primeros años de la transición a la democracia formó parte del «Comité Asesor de Pinochet», quien se mantuvo como comandante en jefe del Ejército, donde fue jefe del Departamento Interno y Externo.
En las elecciones parlamentarias de 1993 presentó su candidatura a diputado por el distrito 50 (Temuco y Padre Las Casas), en la región de la Araucanía. Sin embargo, no resultó elegido, pues obtuvo solo un 6 % de los votos.

### Alcalde de Providencia
En 1996 participó en las elecciones municipales, siendo elegido alcalde de Providencia. Permaneció en dicho cargo hasta 2012, ganando cuatro elecciones municipales seguidas.
Durante la detención de Augusto Pinochet en Londres, Labbé viajó catorce veces a visitarlo. Además, como señal de protesta suspendió la recolección de basura de las embajadas de España y el Reino Unido, ubicadas en Providencia.
Durante la movilización estudiantil de 2006, aplicó estrictas medidas, como la expulsión de alumnos en toma o cancelación de matrícula para los organizadores, en especial en uno de los establecimientos educacionales que administra la comuna, el Liceo José Victorino Lastarria. Los alumnos afectados interpusieron recursos de protección para revertir las medidas, las que fueron desechadas por la instancia judicial.
En octubre de 2008, el Consejo de Ancianos de Isla de Pascua le dio el título de Ahu Tahai, que hasta entonces solo se le había otorgado al explorador noruego Thor Heyerdahl y al arqueólogo y antropólogo estadounidense William Mulloy. Esto se hizo en reconocimiento al aporte de la Municipalidad de Providencia para la preservación de la cultura de los rapa nui.
En septiembre de 2011, en el marco de la movilización estudiantil que ocurría en el país, Labbé anunció el cierre de los liceos de Providencia que estaban en toma —entre ellos, los liceos Lastarria, 7 de Niñas y Carmela Carvajal— y la exclusión de alumnos de otras comunas en el proceso de matrícula de los establecimientos para 2012. Las medidas recibieron críticas desde la oposición, el Instituto Nacional de Derechos Humanos y de políticos oficialistas como el alcalde de Santiago Pablo Zalaquett. Por su parte, el vocero de gobierno, Andrés Chadwick, señaló que la decisión de Labbé es "completamente autónoma y de su responsabilidad". El ministro de educación, Felipe Bulnes, señaló que juzgarían la legalidad de las medidas adoptadas por Labbé, y desmintió que el alcalde le hubiese informado de las medidas con anterioridad a su anuncio. Según una encuesta realizada por el diario La Tercera, tanto a nivel nacional como dentro de la comuna de Providencia, la mayoría de los encuestados expresó su rechazo a las medidas adoptadas por el alcalde. La medida consistente en cancelar la matrícula de los alumnos que no viven en Providencia fue revertida por la Corte de Apelaciones de Santiago, que a raíz de un recurso de protección dictó una orden de no innovar en noviembre de 2011. El 11 de abril de 2012, la Corte de Apelaciones ordenó además el reintegro de las alumnas expulsadas del liceo Carmela Carvajal.
En noviembre de 2011, Labbé en su calidad de alcalde de la comuna de Providencia convocó a un homenaje para el brigadier en retiro del Ejército de Chile Miguel Krassnoff, producto del lanzamiento del libro Miguel Krassnoff: prisionero por servir a Chile. Krassnoff fue encarcelado en 2006 y ha sido condenado a más de 100 años de presidio por violaciones a los derechos humanos por su trabajo en la DINA, policía secreta de la dictadura militar liderado por Augusto Pinochet. Este homenaje provocó reacciones diversas entre la ciudadanía chilena, e incluso llegó a afectar a la figura del entonces presidente de la República Sebastián Piñera, quien fuera invitado a la ceremonia, y aunque excusándose de no poder asistir, por medio de la encargada de la Dirección de Gestión Ciudadana de la Presidencia, Andrea Ojeda, esta habría agregado además que el presidente deseaba éxito a los organizadores del evento. Luego de que el Gobierno desmintiera que dicha respuesta representara la opinión de Piñera, Ojeda presentó la renuncia a su cargo. Meses más tarde, el 9 de abril de 2012, la Contraloría General determinó que Labbé había «excedido el marco jurídico vigente» con este homenaje, utilizando para él ingresos municipales.
En las elecciones municipales de 2012, realizadas el domingo 28 de octubre, Labbé perdió su reelección por la comuna de Providencia ante Josefa Errázuriz (ind.), quien debía asumir el cargo el 6 de diciembre. Dos días después de las elecciones, Labbé decidió tomarse vacaciones por cuarenta días, dejando así el cargo por anticipado.

## Controversias

### Procesamiento judicial por torturas
En 2003 Labbé fue interrogado por un caso de tortura en el centro de detención de Tejas Verdes, en San Antonio, momento en que Labbé negó la veracidad de la acusación. Lo mismo ocurrió dos años más tarde, cuando fue careado por exdetenidos políticos. Labbé explicó en aquellas ocasiones que si bien estuvo en Tejas Verdes, fue durante un corto periodo de tiempo, y que solo se había desempeñado como instructor de educación física de los militares que se encontraban allí. La Corporación Parque por la Paz Villa Grimaldi lo considera uno de los instructores de los agentes del Cuartel Terranova de Villa Grimaldi, uno de los mayores centros de detención y tortura de este período.
El 20 de octubre de 2014 fue detenido bajo arresto preventivo, junto a otros diez oficiales y suboficiales en retiro, por la eventual participación en la desaparición y asesinato de trece personas durante la dictadura en Tejas Verdes, tras lo cual fue liberado bajo fianza el 22 de octubre del mismo año.
En noviembre de 2016, se le dictó una nueva orden de detención, por torturas realizadas a Cosme Caracciolo, quien fuera dirigente pesquero de Rocas de Santo Domingo. En abril del año siguiente, la Corte de Apelaciones de Temuco decretó una orden de detención en su contra, por las torturas perpetradas en Panguipulli, en noviembre de 1973. En abril de 2017, Álvaro Mesa Latorre, ministro en visita de causas de derechos humanos de las cortes de Apelaciones de Temuco, Valdivia, Puerto Montt y Coyhaique, dictó una nueva acusación en su contra por sus acciones realizadas en Panguipulli, en particular por haber torturado al estudiante Harry Edwards Cohen Vera, con descargas eléctricas y amenazas de muerte con un corvo.
En octubre de 2018 fue procesado nuevamente, por torturar en Tejas Verdes el año 1973 al oficial de la Marina Mercante y jefe de flota de la Pesquera Arauco, Anatolio Zárate Oyarzún.
El 2 de octubre de 2019 fue condenado por el ministro en visita Álvaro Mesa Latorre a tres años de pena efectiva, más la suspensión de cargo u oficio público durante el tiempo de la condena, debido a su participación en la tortura sufrida por Harry Edwards Cohen Vera en Panguipulli, en noviembre de 1973. Tras un recurso de apelación interpuesto por la defensa de Labbé, la sentencia fue confirmada por la Corte de Apelaciones de Temuco el 14 de abril de 2020. A raíz de un recurso de casación presentado por su defensa, la sentencia fue examinada por la Corte Suprema, que confirmó la condena en febrero de 2023, aunque sustituyó de oficio la pena de presidio por la de remisión condicional por el término de tres años debido a la edad avanzada de Labbé.

### Premio Iberoamericano de la Calidad
El 24 de septiembre de 2012 Labbé informó al presidente Sebastián Piñera que había sido galardonado con el premio Iberoamericano de la Calidad, supuestamente concedido por el Rey de España Juan Carlos I. El 27 de septiembre de 2012 a las 17:00 horas Labbé concurrió hasta el Palacio de La Moneda, para que el mandatario le expresara que ha sido favorecido con el reconocimiento, coordinado por la Secretaría General Iberoamericana y gestionado por la Fundación Iberoamericana para la Gestión de la Calidad, Fundibeq.
Luego de que Labbé fuera recibido en el palacio, el 28 de septiembre de 2012 la embajada de España en Santiago desmintió la entrega de un galardón relacionado, ni siquiera remotamente, con el rey de España. En la página web de la Fundación que entrega el ahora polémico premio, se puede ver que el Rey de España participó en la ceremonia de entrega de los tres primeros años del premio, instaurado desde el año 2000.

«El Premio Iberoamericano de la Calidad es un galardón adscrito a la Cumbre Iberoamericana de Jefes de Estado y de Gobierno, coordinado por la Secretaria General Iberoamericana (SEGIB) y gestionado por FUNDIBEQ (Fundación Iberoamericana para la Gestión de la Calidad), al que pueden acceder administraciones públicas o empresas privadas iberoamericanas
Embajada de España en Chile a través de un comunicado.

Este impasse comunicacional del alcalde Labbé generó gran revuelo en las redes sociales siendo tendencia en Twitter. Esto se inició con un comunicado del MOVILH en que colocaba en duda que el premio fuese a ser entregado por el rey de España. La alcaldía de Providencia insistió en las últimas horas del 28 de septiembre de 2012 en resaltar la relevancia del premio conferido al municipio capitalino por la Fundación Iberoamericana de la Calidad (Fundibeq) y anunció que se evaluaban tomar acciones legales contra quienes duden que lo entregue el Gobierno de España, lo que finalmente no se llevó a cabo.[cita requerida]

### Supuesta relación con Jacqueline Pinochet
El 6 de febrero de 2012 diferentes medios electrónicos informaron de un documento desclasificado en el que Labbé figura como presunto padre de uno de los hijos de Jacqueline Pinochet Hiriart, hija de Augusto Pinochet, razón por la cual habría sido enviado a Estados Unidos a fines de los años 1980 para cursar estudios de posgrado.
Manuel Contreras Valdebenito —hijo de Manuel Contreras, exjefe de DINA— calificó como un intento de “enlodar y liquidar” la imagen del alcalde de Providencia el citado documento, en el cual el periodista Federico Willoughby-MacDonald —el otrora vocero de la dictadura, a quien acusó de ser agente de la CIA de larga data—, es el que confidencia el hecho. Pinochet Hiriart, por su parte, desmintió la información dada a conocer en los medios de comunicación.

## Obra escrita

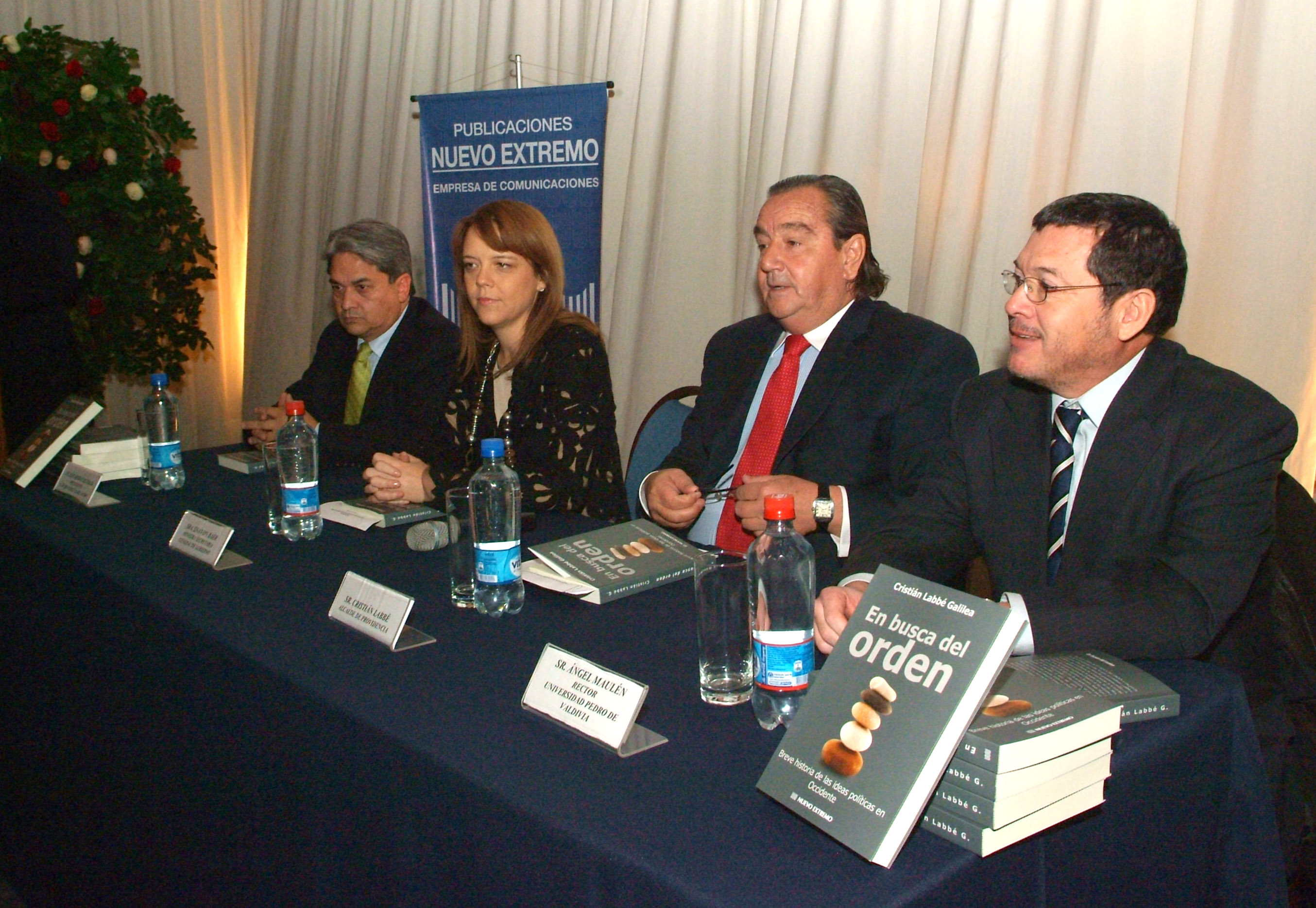
Presentación del libro de Labbé En busca del orden (2011)

- De Pinochet a Lagos: crónica política de las últimas décadas (2006) ISBN 956-7063-39-7
- Recuerdos con historia: Pinochet en persona (2005) ISBN 956-7063-38-9
- Biografía política del Estado de Chile (2002) ISBN 956-7063-35-4
- En busca del orden: breve historia de las ideas políticas en Occidente (2000) ISBN 956-7063-31-1
- Un compromiso de honor (1990)

## Historial electoral

### Elecciones parlamentarias de 1993
- Elecciones parlamentarias de 1993 por el distrito 50 (Temuco)[22]

| Candidato                        | Pacto                                      | Partido | Votos  | %     | Resultado |
| -------------------------------- | ------------------------------------------ | ------- | ------ | ----- | --------- |
| Francisco Huenchumilla Jaramillo | Concertación de Partidos por la Democracia | PDC     | 55 798 | 47,27 | Diputado  |
| José García Ruminot              | Unión por el Progreso de Chile             | RN      | 39 505 | 33,47 | Diputado  |
| Rodrigo González López           | Concertación de Partidos por la Democracia | PS      | 10 400 | 8,81  |           |
| Cristián Labbé Galilea           | Unión por el Progreso de Chile             | ILB     | 7083   | 6,00  |           |
| Antonio Inostroza Segura         | Alternativa Democrática de Izquierda       | PC      | 2559   | 2,17  |           |
| Cirilo Antinao Melivilu          | La Nueva Izquierda                         | ILC     | 1694   | 1,44  |           |
| Fernando Padilla Molina          | La Nueva Izquierda                         | AHV     | 997    | 0,84  |           |

### Elecciones municipales de 1996
- Elecciones municipales de 1996 para la Alcaldía y Concejo Municipal de Providencia[57]

(Se han agregado los candidatos más relevantes).
| Candidato                       | Pacto                          | Partido | Votos  | %     | Resultado |
| ------------------------------- | ------------------------------ | ------- | ------ | ----- | --------- |
| Cristián Labbé Galilea          | Unión por Chile                | ILDUD   | 20 986 | 29,39 | Alcalde   |
| Alfredo Alcaíno Barros          | Unión por Chile                | RN      | 15 852 | 22,20 | Concejal  |
| Domingo Santa María Santa Cruz  | Concertación por la Democracia | PDC     | 7905   | 11,07 | Concejal  |
| María Eugenia Amunátegui Spacek | Unión por Chile                | RN      | 6095   | 8,54  | Concejal  |
| Rodrigo García Márquez          | Concertación por la Democracia | PPD     | 4646   | 6,51  |           |
| Julio Jung del Favero           | Concertación por la Democracia | ILFPS   | 4036   | 5,65  | Concejal  |
| María Soledad Barría Iroumé     | Concertación por la Democracia | PS      | 2066   | 2,89  |           |
| Carolina Soto Barrientos        | Concertación por la Democracia | PDC     | 1272   | 1,78  |           |
| María Eugenia Abarca Carrasco   | Unión por Chile                | ILDRN   | 1103   | 1,54  | Concejal  |
| Luz Margarita Lea-Plaza Molina  | Unión por Chile                | ILDUD   | 1072   | 1,50  | Concejal  |
| Antonio Freire Díaz             | Concertación por la Democracia | PRSD    | 1042   | 1,46  |           |
| Enrique Humberto Bravo Ramírez  | Concertación por la Democracia | PDC     | 890    | 1,25  |           |
| Óscar Aguilera Álvarez          | La Izquierda                   | PC      | 851    | 1,19  |           |
| Francisco Vargas                | Unión por Chile                | ILDRN   | 650    | 0,91  |           |
| Paulina Hunt Precht             | Opción Humanista               | PH      | 625    | 0,88  |           |
| Osvaldo Celedón Cisterna        | Concertación por la Democracia | PDC     | 621    | 0,87  |           |
| Lérida Paola Sandoval López     | La Izquierda                   | PC      | 376    | 0,53  |           |
| Gonzalo García-Huidobro Severin | Opción Humanista               | PH      | 294    | 0,41  |           |
| Pedro León                      | La Izquierda                   | PC      | 264    | 0,37  |           |
| María Soledad Zavala Vergara    | Opción Humanista               | PH      | 229    | 0,32  |           |
| Mario Olavarría Rodríguez       | Unión por Chile                | ILDUD   | 212    | 0,30  | Concejal  |

### Elecciones municipales de 2000
- Elecciones municipales de 2000, para la Alcaldía y Concejo Municipal de Providencia[58]

| Candidato                         | Pacto                                      | Partido | Votos  | %     | Resultado |
| --------------------------------- | ------------------------------------------ | ------- | ------ | ----- | --------- |
| Cristián Labbé Galilea            | Alianza por Chile                          | ILC     | 42 723 | 54,56 | Alcalde   |
| Rodrigo García Márquez            | Concertación de Partidos por la Democracia | PPD     | 5950   | 8,10  | Concejal  |
| Macarena Carvallo Silva           | Concertación de Partidos por la Democracia | ILE     | 5861   | 7,98  |           |
| Carolina Leitao Álvarez-Salamanca | Concertación de Partidos por la Democracia | PDC     | 4851   | 6,61  | Concejal  |
| Luis Bernal Riquelme              | Concertación de Partidos por la Democracia | PS      | 2734   | 3,72  |           |
| María Eugenia Amunátegui Spacek   | Alianza por Chile                          | RN      | 2391   | 3,26  | Concejal  |
| Alfredo Alcaíno Barros            | Alianza por Chile                          | RN      | 2239   | 3,05  | Concejal  |
| Matías Salazar Zegers             | Concertación de Partidos por la Democracia | PS      | 1248   | 1,70  |           |
| Juvenal Ayala Olivares            | La Izquierda                               | PC      | 1101   | 1,50  |           |
| Ricardo Peña Arenas               | Concertación de Partidos por la Democracia | PDC     | 1056   | 1,44  |           |
| Carlos Goñi Garrido               | Alianza por Chile                          | UDI     | 932    | 1,27  | Concejal  |
| Juan Luis Ortiz Soto              | Humanistas y Ecologistas                   | PH      | 684    | 0,93  |           |
| Gonzalo Chamorro Oschilewsky      | Alianza por Chile                          | ILC     | 439    | 0,60  | Concejal  |
| Raquel Justina Arce Morales       | La Izquierda                               | ILB     | 388    | 0,53  |           |
| Jerome Smith Uldall               | Humanistas y Ecologistas                   | PH      | 385    | 0,52  |           |
| Iván Noguera Phillips             | Alianza por Chile                          | RN      | 300    | 0,41  | Concejal  |
| Mariano Edgardo Peña Morales      | La Izquierda                               | ILB     | 143    | 0,19  |           |

### Elecciones municipales de 2004
- Elecciones municipales de 2004 por la alcaldía de Providencia[59]

| Candidato                | Pacto                          | Partido | Votos  | %     | Resultado |
| ------------------------ | ------------------------------ | ------- | ------ | ----- | --------- |
| Cristián Labbé Galilea   | Alianza                        | UDI     | 40 343 | 61,46 | Alcalde   |
| Tamara Sepúlveda Klerman | Concertación por la Democracia | PRSD    | 21 469 | 32,71 |           |
| Julio Vera Donoso        | Juntos Podemos                 | PC      | 3828   | 5,83  |           |

### Elecciones municipales de 2008
- Elecciones municipales de 2008 por la alcaldía de Providencia[60]

| Candidato               | Pacto                    | Partido | Votos  | %     | Resultado |
| ----------------------- | ------------------------ | ------- | ------ | ----- | --------- |
| Cristián Labbé Galilea  | Alianza                  | UDI     | 43 217 | 64,02 | Alcalde   |
| Daniela Donoso Grunberg | Concertación Democrática | PDC     | 18 128 | 26,85 |           |
| Fernando Lira Haquin    | Juntos Podemos Más       | PH      | 6161   | 9,13  |           |

### Elecciones municipales de 2012
- Elecciones municipales de 2012, para la alcaldía de Providencia[61]

| Candidato                   | Pacto                          | Partido | Votos  | %     | Resultado |
| --------------------------- | ------------------------------ | ------- | ------ | ----- | --------- |
| Josefa Errázuriz Guilisasti | Independiente (fuera de pacto) | IND     | 37 680 | 55,93 | Alcaldesa |
| Cristián Labbé Galilea      | Coalición                      | UDI     | 29 697 | 44,07 |           |